# Málnási Ferenc
Málnási Ferenc (Kolozsvár, 1940. július 14. –) erdélyi magyar pedagógiai szakíró, tankönyvszerző.

## Életútja, munkássága
Szülővárosában a Brassai Sámuel Líceumban érettségizett 1959-ben, majd magyar nyelv és irodalom szakos tanári oklevelet szerzett a Babeș–Bolyai Tudományegyetemen 1965-ben. Pályáját Gyantán kezdte, majd Körösréven általános iskolai tanár (1972–90). Visszakerülve szülővárosába a Brassai Sámuel Elméleti Líceum tanára volt 1990 szeptemberétől nyugdíjazásáig.
Első művelődési tárgyú írásait az Ifjúmunkás közölte, cikkei jelentek meg a Tanügyi Újságban, 1990-től a Közoktatásban és A Hétben. Sajtótörténeti munkája az Erdélyi Magyar Szó egy esztendeje címmel a Korunkban látott napvilágot (1978/12). Az iskolai nyelvtanítás megújításának egyik szorgalmazójaként eredeti munkafüzeteivel hívta fel magára a figyelmet.

## Munkái
- Nyelvtani és helyesírási gyakorlatok. Munkafüzet az V. osztály számára EDP.(1973)
- Nyelvtani és helyesírási gyakorlatok. Kísérleti munkafüzet a VI. osztály számára (EDP)(1975)
- Nagy Géza-Péntek Dombi Erzsébet: A magyar nyelv iskolai tanulmányozásának módszertana (BBTE) (1979. 62-64.
- Beszéd - nyelv - játék Anyanyelvi munkafüzet az általános iskola V. osztálya számára. Összeállította Málnási Ferenc, Stúdium Könyvkiadó, Kolozsvár, 1996.)
- Anyanyelvi munkafüzet 6. osztály számára Összeállította Málnási Ferenc Stúdium Könyvkiadó Kolozsvár, 1996.
- Beszéd - nyelv - játék. Anyanyelvi munkafüzet az általános iskola VII. osztálya számára. Összeállította Málnási Ferenc, Stúdium Könyvkiadó, Kolozsvár, 1997.
- Irodalomolvasás. Munkafüzet az V. osztály számára (Pedagógusok Háza sokszorosítása, Csíkszereda, 1981)
- Hittel, szóval, tettel (Erdélyi Gondolat Könyvkiadó, 2012)
- Beke Sándor és Málnási Ferenc: Az álmodó bérceken (Erdélyi Gondolat Könyvkiadó, 2016)
- Beke Sándor és Málnási Ferenc. Csengő csendül, csillag csillan Gyermekversek Beke Sándor gyermekverseinek stilisztikai elemzése (Erdélyi Gondolat Könyvkiadó)
- Beke Sándor Málnási Ferenc Öregapó meséjében, Gyermekversek Beke Sándor gyermekverseinek stilisztikai elemzése (Erdélyi Gondolat Könyvkiadó, 2017)
- A Székely Útkeresőtől a Nyelvünk és Kultúránkig (Erdélyi Gondolat Könyvkiadó, 2016)
- Irodalmi bölcsőink Hargita megyében A Hargita népszerűsítő sorozata (2018. július 3.)
- Az alapítók nagy lelke és példája lebeg előttünk, (Erdélyi Gondolat Könyvkiadó, 2019.)
- Erdélyi diáksóder (In. A diák-nyelv. Tinivár - Kolozsvár - 2010.
- „Diligenter frequentáltam / Iskoláim egykoron...” Balázs Géza Minya Károly (szerk,) Diáknyelv - diákszótár – Egy anyanyelvi pályázat legjobb munkái. Anyanyelvápolók Szövetsége - Inter Budapest 2018.

- Romániai magyar irodalmi lexikon: Szépirodalom, közírás, tudományos irodalom, művelődés III. (Kh–M). Főszerk. Dávid Gyula. Bukarest: Kriterion. 1994.  ISBN 973-26-0369-0
- Beke Sándor verseinek módszertani-stilisztikai elemzései I. kötet. Nyelvi-stilisztikai eszközök rendszere és értelmezése a Virágok Isten kertjében című kötet verseiben II. kötet Nyelvi-stilisztikai eszközök rendszere és értelmezése az Erdély kapujában, A megtalált Isten és a Velencei tükör a Hargitán című kötetetek verseiben Erdélyi Gondolat Könyvkiadó - Székely Útkereső Kiadványok - Erdélyi Toll Székelyudvarhely 2025. Válogatta, elemezte, szerkesztette és közzéteszi Dr. Málnási Ferenc